# Андрей Соколов (персонаж)
Андрей  Соколов (отчество неизвестно) — главный герой последнего опубликованного рассказа Михаила Шолохова «Судьба человека».

## Биография
Родился в Воронежской губернии в 1900 году. В Гражданскую войну служил в армии, в дивизии Киквидзе. В 1922 году подался на Кубань «ишачить на кулаков, благодаря чему и жив остался». Отец, мать и сестра Андрея умерли от голода. В 1923 году продал дом и уехал в Воронеж. Работал плотником, затем устроился на завод слесарем. Познакомился с Ириной, воспитывавшейся в детдоме, и женился на ней. До конца жизни очень любил жену. При этом Соколов часто выпивал с коллегами по работе, но жена не устраивала скандалы, а только просила больше этого не делать.
Вскоре у Соколовых родился сын Анатолий, через год — две дочки: Анастасия и Ольга. Соколов бросил пить.
В 1929 году Соколов увлекся автомобилями. Изучил вождение, устроился водителем грузовика, решил не возвращаться на завод. Так работал до 1939 года. Все дети учились на отлично. 23 июня 1941 года Соколов был призван на фронт. Уже 24 июня его забрали в эшелон.
Формировали Соколова под Белой Церковью, он получил ЗИС-5. Дважды был ранен. Попал в плен под Лозовеньками в мае 1942 года при попытке провезти снаряды для артиллерийской части. Его машину подорвало. Потерял сознание и попал в тыл к  немецкой армии, где и был взят в плен. Перед лицом смерти не падал духом, не показывал страха врагу. Однажды в церкви, где содержались военнопленные, Соколов услышал разговор двух товарищей по несчастью: один из них, некий Крыжнёв, собирался выдать своего взводного.  Андрей убил предателя.
Вскоре Андрея довели до Познани, поселили в лагере. Там, роя могилы для погибших соотечественников,  Андрей попытался сбежать. Побег не удался: сыскные собаки нашли Соколова в поле. Был очень сильно избит и искусан. За побег  Андрей попал в карцер лагеря на месяц.
Соколова долго переводили по Германии. Он работал в Саксонии на силикатном заводе, в Рурской области на угольной шахте, в Баварии на земляных работах, в Тюрингии и во многих других местах. Всех военнопленных постоянно и безжалостно избивали чем попало. Кормили очень плохо. Соколов с 86 кг уже к осени 1942 года похудел до менее чем 50 кг.
В сентябре Андрея в числе 142 советских военнопленных перебросили из лагеря под Кюстрином в лагерь Б-14 под Дрезденом. Всего там было около 2000 советских пленных. За два месяца из 142 человек Андреевого эшелона осталось 57. Однажды вечером в своем бараке, замерзший и промокший,  Андрей сказал: «Им по четыре кубометра выработки надо, а на могилу каждому из нас и одного кубометра через глаза хватит».
Нашёлся предатель, который донёс руководству про это высказывание. Андрея вызвали к коменданту лагеря Мюллеру. Тот пообещал расстрелять Соколова лично за эти горькие слова. Мюллер предложил Соколову перед смертью выпить за победу немецкого оружия, но тот отказался, после чего комендант предложил ему выпить за свою погибель.  Андрей говорит, что готов умереть, и выпивает, при этом отказываясь от закуски, говоря, что не закусывает ни после первой, ни после второй рюмки. За мужество Соколов был помилован. Мюллер подарил ему буханку хлеба и кусок сала, которые  Андрей разделил поровну со всеми солагерниками. 300 самых крепких пленных отправили осушать болота, потом в Рурскую область на шахты.
Затем Андрея назначили шофером инженера — полковника немецкой армии. Вскоре полковника отправили на фронт для строительства фортификационных сооружений. Под Полоцком  Андрей сбежал на машине, прихватив с собой немецкого офицера. Он доставил в штаб документы полковника вражеской армии, и полковник Красной Армии пообещал представить Соколова к награде. Возможно, именно поэтому  Андрей, в отличие от многих других военнопленных, не был осуждён за сотрудничество с немцами и не попал в трудовые лагеря. 
Написал Ирине письмо сразу после встречи с командованием. Описал всё, даже похвастался, что полковник обещал его к награде приставить. Но в ответ пришло письмо от соседа Ивана Тимофеевича. В письме говорилось, что в июне 1942 года при бомбёжке авиазавода одна из бомб попала в дом Соколовых. Его жена и дочери в то время были дома.
Получив месячный отпуск, Андрей немедленно направился в Воронеж. Увидел на месте своего дома заросшую бурьяном воронку и тотчас вернулся на фронт. Но вскоре получил письмо от сына, что вернуло ему стойкость и желание жить.
В Берлине Соколов послал сыну письмо, и на следующий день получил ответ. Отец и сын договорились о встрече после окончания войны. Но в последний день войны Анатолия Соколова застрелил немецкий снайпер.
Убитый горем  Андрей вернулся в СССР, но поехал не в Воронеж, а в Урюпинск к демобилизованному приятелю. Стал работать шофёром. Познакомился с бездомным сиротой Ваней, у которого мать убило бомбой, а отец погиб на фронте, и усыновил его, сказав мальчику, что он его отец.
Вскоре после этого попал в аварию. Сам не пострадал, но был лишен водительских прав. По совету приятеля решил перебраться в другой район, где ему обещали восстановить права. Во время пешего перехода с ним встречается автор, которому Соколов рассказывает историю своей жизни (весной 1946 года).
Продолжения у рассказа «Судьба человека» нет, так что дальнейшая судьба героя неизвестна.

## Анализ
Наум Лейдерман считает, что главные черты Андрея Соколова — его отцовство и солдатство.  Андрей Соколов — трагический персонаж, сумевший сохранить силу духа, несмотря на тяжелое ранение, плен, побег, гибель семьи, и, наконец, гибель сына 9 мая 1945 года. А. Б. Галкин сравнивает его судьбу с историей книги Иова. Шолоховед Виктор Петелин в книге «Михаил Шолохов: страницы жизни и творчества», М., 1986, С.13) писал: «В трагическом образе Андрея Соколова Шолохов увидел человека-борца, обладающего титаническими душевными силами, много испытавшего и пережившего, надломленного мучительными страданиями, оставившими нестираемый след в его душе».